# プチアンドプチポテトシリーズ
プチ&プチポテトシリーズは、ブルボンから発売されている菓子のシリーズである。

## 概要
ブルボンから発売されているこのシリーズは低価格と幅広いラインナップが特徴。シリーズはクッキー、ビスケットからせんべい、ポテトチップスと多岐にわたる。これらの商品はほぼ同一サイズ細長い袋に入っており、一つ一つが小さく、一口で食べられるように設計されている。また、バラエティパック『プチフレンドシリーズ』が2種類発売されており、長さの短くなったプチシリーズを10本詰めしたもので、クッキーの詰め合わせとせんべいの詰め合わせの2タイプがある。関連商品に『プチケーキシリーズ』がある。こちらはプチサイズのケーキで、やはり一口で食べられるようになっている。2016年より、本シリーズの発売20周年に合わせ、レギュラー24種＋期間限定品がベルマーク運動参加商品となった。

## ラインナップ

### プチ&プチポテトシリーズ
- プチココナッツビスケット
- プチレモンクリーム
- プチ濃いきなこウエハース
- プチプレッツェル ハニーマスタード味
- プチポテトうすしお味
- プチポテトコンソメ味
- プチポテトチーズピッツァ味
- プチうす焼
- プチチーズうす焼
- プチキャラマル
- プチホワイトチョコラングドシャ
- プチチョコラングドシャ
- プチえびせん
- プチシーフードせん
- プチ黒こしょうせん
- プチサワークリームオニオンせん
- プチフランスバターのクッキー
- プチチョコチップ
- プチチョコチップ抹茶
- プチかたやき
- プチしっとりチョコクッキー
- プチポテわさフレンチサラダ
- プチ黒ココアビスケット
- プチこんがりピザせんべい
- プチえんどうまめ和風しお味
- プチあげ丸
- プチチーズ
- プチチーズクラッカー
- プチぬれ煎餅
- プチ黒ごま煎餅
- プチバタークッキー
- プチソフトミルククッキー
- プチソフトチョコクッキー
- プチじゃがりんぐペッパーソルト味
- プチきなこ
- プチココア
- プチあげマヨえび味
- プチセサミ
- プチおこめ揚げ

### プチケーキシリーズ
- プチケーキチョコチップ
- プチケーキはちみつレモン味

### 大人プチシリーズ
- 大人プチチョコサンド宇治抹茶
- 大人プチチョコサンドカカオ50
- 大人プチチョコレートケーキ
- 大人プチクリームチーズケーキ
- 大人プチ炙りチーズ
- 大人プチミルフィーユショコラ

## CM出演者
- 知念里奈
- DA PUMP
- ベッキー
- 石川紗都美
- 上野未来
- 上田晋也
- 嵐
- 速水もこみち
- 三浦春馬
- 溝端淳平
- 黒島結菜
- 吉田鋼太郎（2019年3月 - ）
- 志田未来（2019年3月 - ）
- 出川哲朗（2022年12月 - ）
- あの（2023年7月 - ）
- 畑芽育（2024年3月 - ）[1]